# Sudbury Town (metropolitana di Londra)
Sudbury Town è una stazione della metropolitana di Londra della Piccadilly line situata sulla diramazione di Uxbridge tra la stazione di Alperton e la stazione di Sudbury Hill, ed è compresa nella Travelcard Zone 4. La stazione sorge al confine tra il borgo londinese di Ealing e quello di Brent e serve il sobborgo di Sudbury, che forma la parte occidentale di Wembley.

## Storia
La stazione fu aperta il 28 giugno 1903 dalla District Railway (DR, oggi la District Line) sulla sua nuova estensione verso South Harrow dalla stazione di Park Royal & Twyford Abbey (chiusa in seguito nel 1931 e rimpiazzata dalla stazione di Park Royal.
Questa nuova estensione fu, insieme con i binari già esistenti fino alla stazione di Acton Town, la prima sezione delle rete metropolitana ad essere elettrificata e a sostituire le locomotive a vapore con motrici elettriche. Le linee di profondità all'epoca esistenti (la Waterloo & City Railway - oggi la Waterloo & City Line, la City & South London Railway - oggi parte della Northern line, e la Central London Railway - oggi la Central line) erano già elettrificate fin dalla loro costruzione.
L'edificio originale della stazione fu demolito nel 1930-31 e rimpiazzato da una nuova stazione in preparazione al passaggio della linea dalla District alla Piccadilly line. La nuova stazione fu progettata da Charles Holden in un moderno stile europeo con l'utilizzo di mattoni, vetro e cemento armato. Come le stazioni di Sudbury Hill a nord e di Alperton a sud, e come altre stazioni che Holden disegnò per le estensioni orientali e occidentali della Piccadilly line (come Acton Town e Oakwood) Sudbury Town ha un atrio/biglietteria alto e squadrato che si eleva al di sopra di una bassa struttura orizzontale che ospita negozi e altri locali della stazione. I muri di mattoni della biglietteria sono punteggiati di finestre a cleristorio e la struttura è coperta da un tetto piatto in cemento armato. L'edificio è stato dichiarato monumento classificato di Grado II il 19 febbraio 1971; il 20 luglio 2011 la classificazione è stata elevata a Grado II*. Parte della segnaletica originale della stazione utilizza il carattere tipografico Johnston Delf Smith, una variante del carattere tipografico standard Johnston utilizzato dalla London Underground.

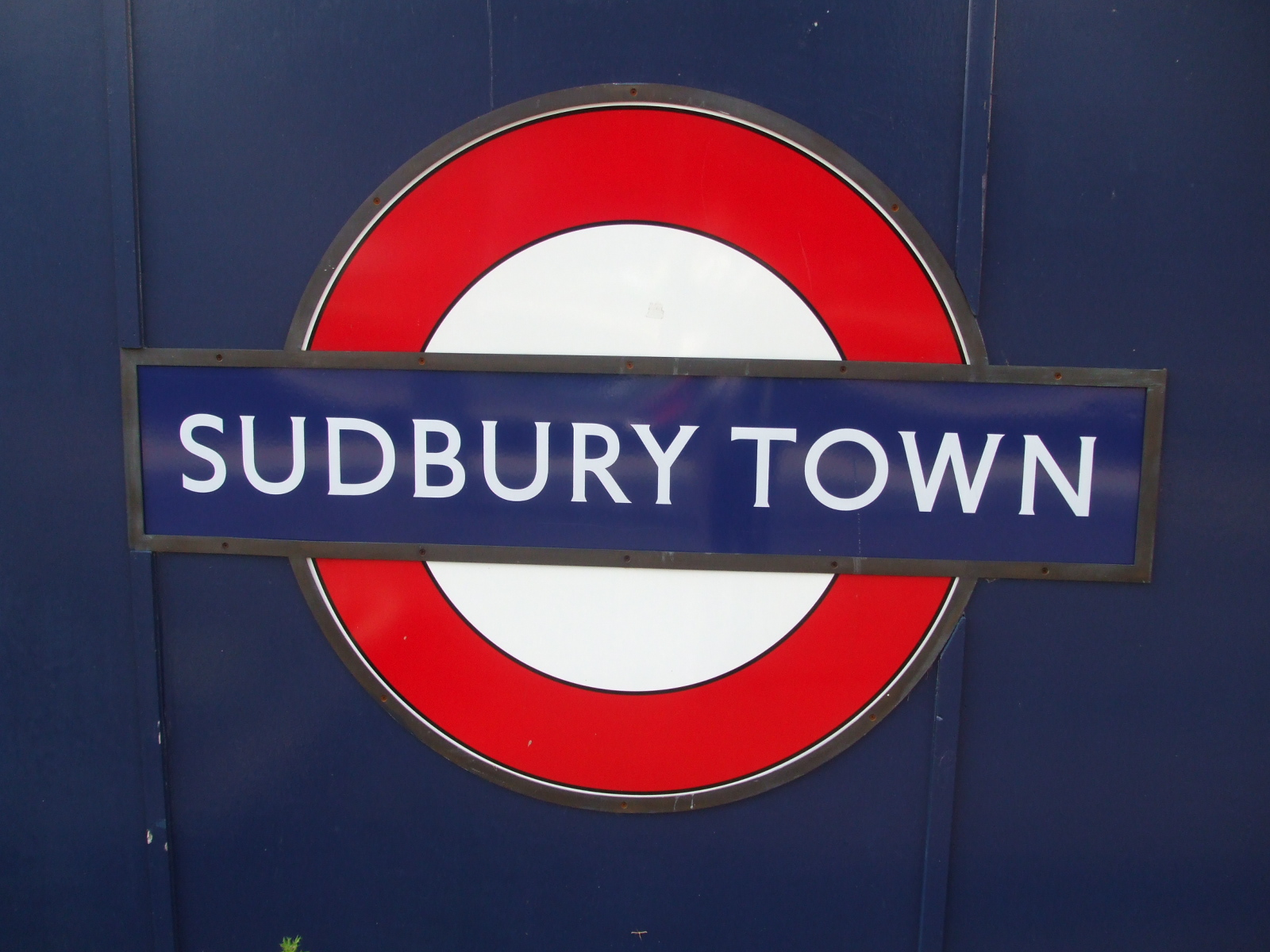
Variante del carattere Johnston su un roundel della stazione

Il 4 luglio 1932, la Piccadilly line fu estesa in direzione ovest oltre il suo capolinea originale di Hammersmith, condividendo la linea con la District line fino a Ealing Common; da Ealing Common a South Harrow, la District fu rimpiazzata dalla Piccadilly line.

## La stazione oggi
La stazione è stata recentemente ristrutturata. Nel 2008 sono stati installati nuovi tornelli più larghi per una maggiore comodità di accesso dei passeggeri.

## Interscambi
La stazione è servita delle seguenti linee di autobus urbani:
- : 204, 245, 487, H17.[6]

La stazione di Sudbury & Harrow Road della National Rail si trova a circa 350 metri di distanza verso nord, mentre Wembley Central, sulla Bakerloo line e sulla Watford DC Line della London Overground, si trova circa 1 km a est.

## Galleria d'immagini

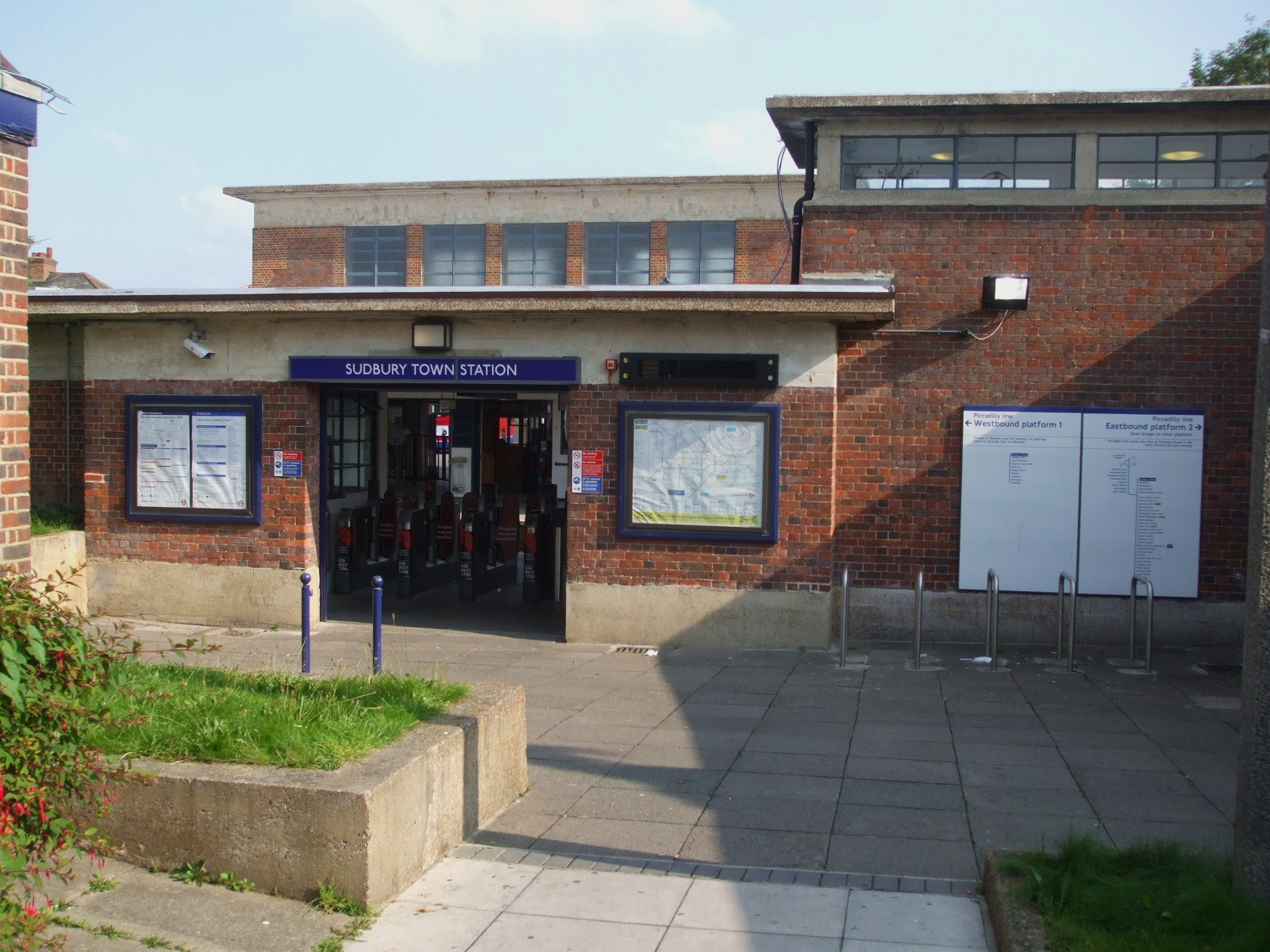
Ingresso sud della stazione
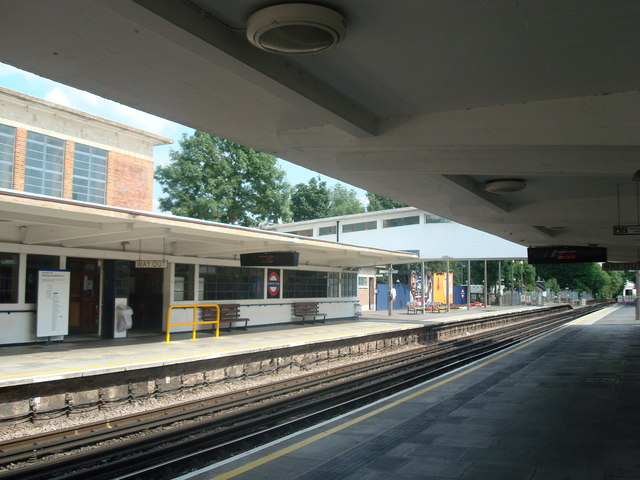
Piattaforme della stazione
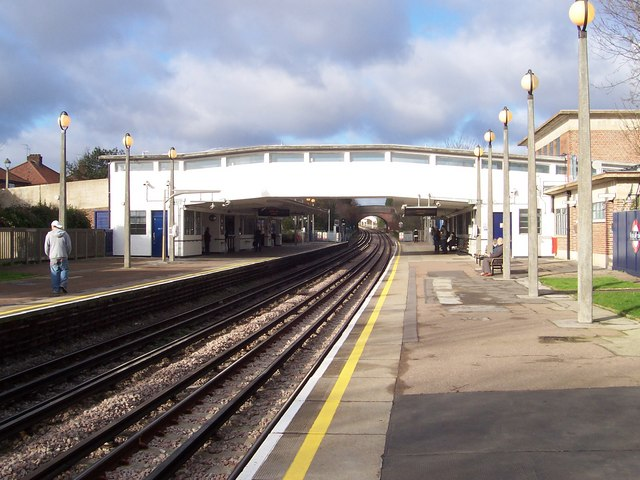
Vista della stazione in direzione ovest
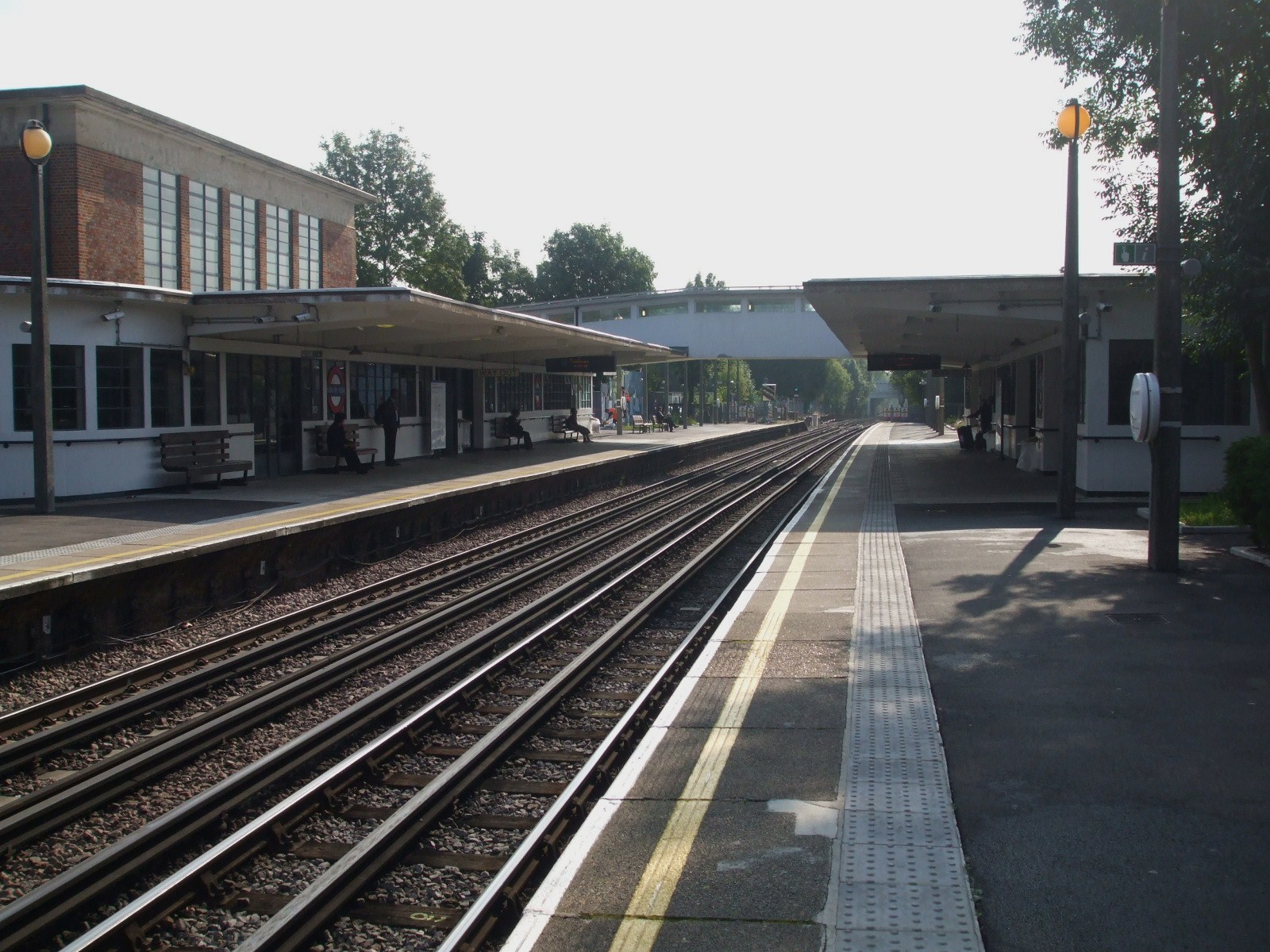
Vista della stazione in direzione est